# Harry, un ami qui vous veut du bien
Vous lisez un « bon article » labellisé en 2017.
Pour plus de détails, voir Fiche technique et Distribution.
Harry, un ami qui vous veut du bien est un film français de suspense réalisé par Dominik Moll, sorti en 2000.
L'histoire commence par la rencontre fortuite de Michel, jeune père de famille, avec Harry, un de ses anciens camarades de lycée. Celui-ci, très impressionné par les talents littéraires qu'avait Michel au lycée, s'évertue alors à le faire reprendre son activité créatrice. Harry s'insinue progressivement dans la vie de Michel et se met à éliminer toutes les personnes qui, selon lui, peuvent nuire à l'épanouissement de son ancien condisciple.
Le réalisateur Dominik Moll commence l’écriture du scénario en 1997, d'abord seul puis avec Gilles Marchand. La préproduction débute au premier semestre 1999 et le tournage a lieu au semestre suivant, principalement dans le département du Cantal. La musique du film est composée et dirigée par David Whitaker. Le film est projeté la première fois lors du Festival de Cannes 2000, où il est en compétition pour la Palme d'or, puis sort au cinéma l'été suivant et en vidéo en 2001.
Proche du style d'Alfred Hitchcock, le film privilégie la tension plutôt que la violence. Le personnage de Harry est généralement vu comme étant le double négatif ou le « ça » du personnage de Michel. Harry, un ami qui vous veut du bien est un succès à la fois critique et public. Il remporte plusieurs prix, dont quatre Césars, et est sélectionné dans de nombreux festivals internationaux.
Son titre a marqué les esprits et est périodiquement repris et détourné, notamment à la télévision.

## Synopsis
Michel Pape, sa femme Claire, et leurs trois filles sont sur la route des vacances. Ils se rendent dans leur maison de campagne que Michel est en train de restaurer. Comme les enfants commencent à s’agiter, ils s'arrêtent pour faire une pause sur une aire d’autoroute. Là, Michel est reconnu par Harold Ballesteros dit Harry, un vieux camarade du lycée qui a gardé en mémoire un poème et une nouvelle écrits par Michel dans le journal scolaire. Après avoir échangé quelques nouvelles, Harry finit par s'inviter dans la maison de Michel accompagné de Prune, sa compagne.

« Il s'est approché lentement...
Avec son grand poignard en peau de nuit
Il a pris il a pris tout son temps...
avec son grand poignard en peau d'ennui
Il a reniflé dans le vent
avec son grand sourire de trop de nuits... »

— Début du poème Le Grand poignard en peau de nuit de Michel Pape, 1re A4 au lycée Berthollet en 1979.
Harry est fasciné par les talents artistiques de Michel, alors que ce dernier n’a jamais considéré cette activité comme une priorité, occupé par son métier d'enseignant, sa vie de famille et les travaux de sa maison de campagne. Harry souhaite aider Michel en le débarrassant des problèmes qui nuisent selon lui à son épanouissement artistique.
Pour mettre son plan en action, il renonce à ses vacances au pied du Matterhorn et s’installe avec Prune dans un hôtel non loin de la maison de Michel. Il commence par lui offrir une nouvelle voiture après une panne de sa vieille Renault 21. Harry se rend compte, ensuite, de la relation toxique qu’entretient Michel avec ses parents. Ceux-ci sont en permanence en conflit et imposent à leur fils le rôle d’intermédiaire. Une nuit, Harry se rend donc chez les parents et leur demande de le suivre en voiture pour se rendre d’urgence auprès de Michel. Au détour d’un virage, Harry se laisse doubler puis pousse la voiture des parents de Michel pour finalement les faire chuter mortellement dans un précipice.
Après le drame, Michel retourne chez ses parents en compagnie de Harry. Là, il retrouve dans un carton ses écrits. Harry l’observe à la dérobée et jubile en espérant que ce sera le déclic qui permettra à son ami de se remettre à l’écriture. Mais Éric, le frère de Michel, arrive à son tour chez ses parents et interrompt la magie. Après l’enterrement, Éric annonce son intention de s’installer chez Michel quelque temps pour l’aider à réaliser les travaux. Alors qu’il roule avec Harry en direction de la maison de Michel, Éric sort les écrits de Michel que celui-ci avait laissés chez ses parents. Il se met alors à dénigrer le poème de son frère, ce que ne supporte pas Harry. Furieux, il l’assassine puis se débarrasse de son corps en l’enterrant dans une forêt proche. Auprès de Michel et Claire, il prétexte qu’Éric, à la suite d'une crise de nerfs, a renoncé à venir et est reparti en auto-stop.
Plus tard Michel tente de reprendre l’écriture, mais son inspiration est absente. Pendant ce temps, Claire, inquiète de la mauvaise influence qu’Harry exerce sur Michel, lequel devient de plus en plus irascible, demande à Harry de ne plus leur rendre visite.

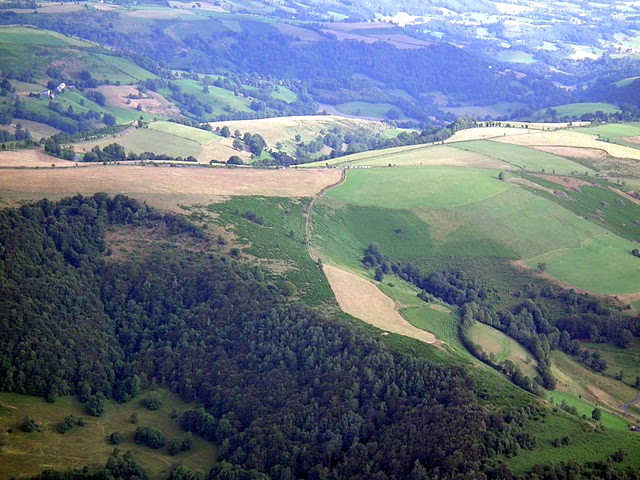
Paysage entourant la maison de Michel et Claire.

Le soir même, Harry et Prune s’invitent à nouveau chez leurs amis. En aparté, Harry tente de convaincre Michel que Claire, qu’il juge incapable d’apprécier sincèrement ses écrits, constitue le réel obstacle à son épanouissement. Cela déplaît à Michel, qui rétorque qu'il ne s’autorise pas à recommander à Harry de se débarrasser de Prune, même s’il la trouve idiote. Furieux, Harry quitte la maison en y abandonnant Prune. Ensuite, tout le monde se couche mais Michel ne parvient pas à dormir et se met frénétiquement à écrire un roman qu’il intitule Les Œufs. Sur la route, Harry se met à réfléchir aux paroles de son ami et retourne en pleine nuit à la maison. Sans un bruit, il se rend auprès de Prune et la tue. Il demande alors à Michel de l’aider à se débarrasser du corps. Celui-ci, hébété, s’exécute et laisse tomber le corps au fond du puits qu’il est en train de boucher près de la maison. Harry donne ensuite un couteau à Michel pour qu’il assassine Claire tandis que lui se chargera de tuer les trois enfants. Horrifié par cette idée, Michel a le réflexe de planter le couteau dans le cœur dʼHarry qui s’effondre raide mort. Il dissimule alors le corps dans le puits et travaille toute la nuit à le reboucher. Il se couche au petit matin. Quand il se réveille plus tard dans la journée, Claire lui demande où est passée Prune. Michel lui raconte qu’Harry est revenu dans la nuit et qu’ils sont repartis pour de bon pour le Matterhorn.
Michel, qui a retrouvé l'inspiration littéraire, vit désormais de manière épanouie auprès de Claire et de ses enfants.

## Fiche technique
Sauf indication contraire, les informations mentionnées dans cette section peuvent être confirmées par la base de données cinématographiques IMDb,  présente dans la section « Liens externes ».
- Titre français : Harry, un ami qui vous veut du bien
- Titre anglais : With a Friend Like Harry (États-Unis)[Note 3] ou Harry, He's Here to Help (Royaume-Uni)[Note 4]
- Réalisation : Dominik Moll
- Scénario : Gilles Marchand et Dominik Moll
- Musique : David Whitaker
- Décors : Michel Barthélémy
- Costumes : Virginie Montel
- Photographie : Matthieu Poirot-Delpech
- Son : Gérard Hardy, Gérard Lamps et François Maurel
- Montage : Yannick Kergoat
- Production : Michel Saint-Jean et Éric Zaouali
- Sociétés de production : Diaphana Films et M6 Films, avec la participation ou le soutien de Canal+, CNC, Procirep et SOFICA Sofinergie 5
- Société de distribution : Diaphana Films
- Budget : 2 900 000 €[2]
- Pays de production :  France (France ; salles) ; Film Office (France ; vidéo) ; Miramax (États-Unis)
- Langue originale : français
- Format : couleur — 35 mm — 2.35:1 — son Dolby Digital
- Genre : Drame et thriller
- Durée : 117 minutes
- Dates de sortie :
  - France : 11 mai 2000 (Festival de Cannes) ; 15 août 2000 (sortie nationale)
  - Belgique : 23 août 2000
  - Royaume-Uni : 10 novembre 2000
  - États-Unis : 20 avril 2001 (sortie limitée à Los Angeles et New York) ; 15 juin 2001 (sortie nationale)
- Classification :
  - France : tout publics
  - Royaume-Uni : interdit aux moins de 15 ans
  - États-Unis : interdit aux moins de 17 ans non accompagnées

## Distribution
Sauf indication contraire, les informations mentionnées dans cette section peuvent être confirmées par la base de données cinématographiques IMDb,  présente dans la section « Liens externes ».
- Laurent Lucas : Michel
- Sergi López : Harry
- Mathilde Seigner : Claire
- Sophie Guillemin : Prune[Note 5]
- Liliane Rovère : la mère
- Dominique Rozan : le père
- Michel Fau : Éric
- Victoire de Koster : Jeanne
- Laurie Caminita : Sarah
- Lorena Caminita : Iris

Photos des principaux interprètes.
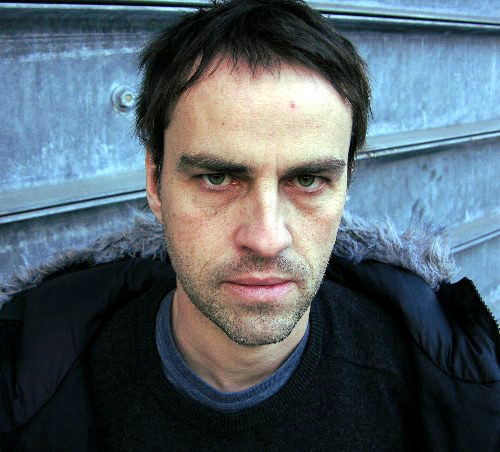
Laurent Lucas en 2007.
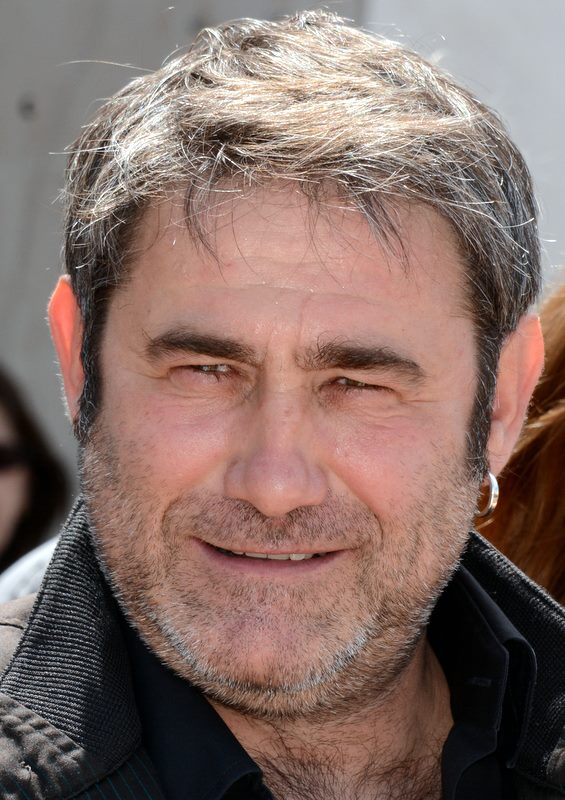
Sergi López en 2013.
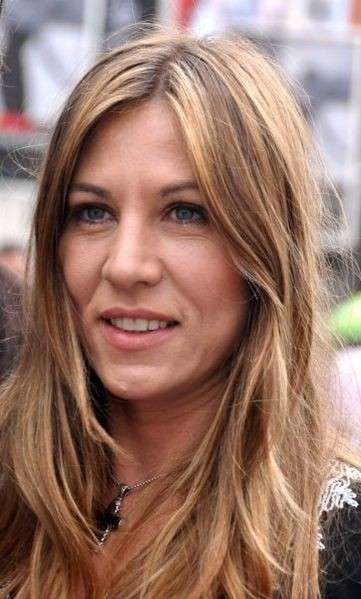
Mathilde Seigner en 2009.
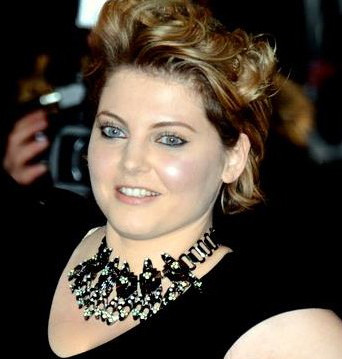
Sophie Guillemin en 2014.

## Production

### Développement
Après avoir réalisé six courts métrages et en 1993 son premier film Intimité, une chronique sentimentale sortie dans moins de dix salles mais ayant reçu des critiques favorables, Dominik Moll réfléchit à une nouvelle réalisation,,. L'idée de départ de son nouveau film vient de son expérience de jeune père. Il s'aperçoit que c'est difficile, se sent débordé et se rend compte qu'il a moins de temps pour lui. C'est alors qu'il a l'idée de confronter un père qui est dépassé par son quotidien à un homme représentant la liberté absolue. Il se demande ensuite ce qui se passerait si le second s'immisce dans la vie du premier,.

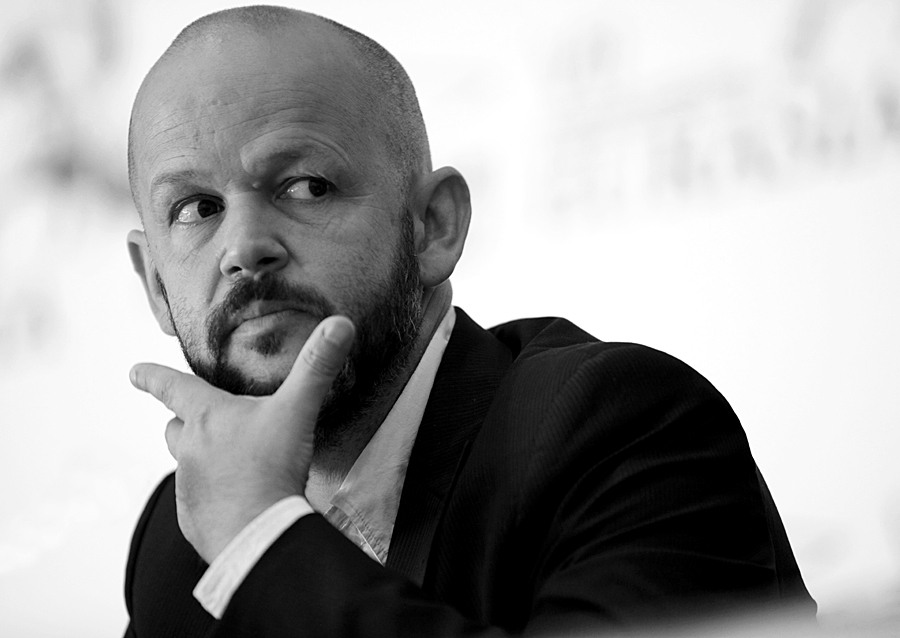
Gilles Marchand en 2011.

Moll débute alors l'écriture d’un scénario en 1997. Il en parle ensuite à Gilles Marchand, un ancien camarade de l'Institut des hautes études cinématographiques. Ils décident alors de se rencontrer régulièrement. Moll présente l'avancée de son travail à Marchand qui lui donne des idées. C’est d’ailleurs ce dernier qui pousse Moll à radicaliser le personnage d'Harry en faisant de lui un meurtrier « pour donner plus de relief au film ». Puis au bout d'un certain temps, ils se décident à écrire ensemble. Ils se répartissent les scènes puis se retrouvent pour enrichir et relire leurs travaux mutuels,,.
Une fois le scénario achevé, Moll se met en quête de producteurs et de distributeurs. Il rencontre alors Michel Saint-Jean, qui avait été le distributeur d’Intimité. Saint-Jean avait depuis quelque temps envie de se lancer dans l'aventure de la production. Trouvant le scénario très prometteur, il saute sur l'occasion et décide de faire de Harry, un ami qui vous veut du bien, sa première production en solitaire,,.
Moll débute alors les repérages. L'action se situant dans une région montagneuse, Moll décide de se rendre dans le massif du Vercors avec son assistante réalisatrice mais ne trouve rien qui lui convienne. Il laisse alors à son assistante le soin de continuer seule. Elle se rend dans les Cévennes, en Ardèche puis finalement dans le Cantal. C'est là qu'elle trouve enfin une maison idéale : La Roussière, à vingt kilomètres à l'est d'Aurillac près du village de Pailherols. C'est une ancienne ferme isolée au bout d'une vallée qui est alors inoccupée depuis vingt-cinq ans. La maison étant dans un état de délabrement avancé, la production doit faire beaucoup de travaux pour la rendre habitable mais aussi pour y permettre le tournage, notamment en installant des cloisons démontables. Moll prend beaucoup de temps à chercher la maison car il la considère comme étant le « cinquième personnage » du film.
Pendant son travail d'écriture du scénario, Moll n'a pas pensé à des comédiens en particulier pour incarner les personnages. Il engage d'abord pour le rôle de Prune Sophie Guillemin qu'il a vue dans L'Ennui (1998) et dont il apprécie « son côté décalé et sa fraîcheur »,. Michel Saint-Jean, qui a coproduit le film Western (1997), propose alors d'engager l'un des acteurs principaux de ce film : le Catalan Sergi López. Il lui propose d'abord le rôle de Michel mais revient ensuite sur sa décision car il aurait fallu que toute la famille de Michel soit d'origine espagnole. Il lui propose alors le rôle d'Harry. Rôle qui est à l'opposé du registre habituel de l'acteur cantonné au « copain sympa rigolo ». Mais comme Moll veut également pour Harry un acteur qui inspire confiance pour ne pas révéler trop rapidement la tournure de son film, López peut tout à fait être le rôle. Les deux hommes se rencontrent donc en mai 1999 pour une lecture qui s'avère concluante. Moll décèle que López peut aller vers une vraie folie, tout en restant dans la sincérité qu'il cherche,. Laurent Lucas, lui, est engagé en juin pour le rôle de Michel, après que Dominik Moll a contacté d'autres acteurs (dont Alain Chabat). Pour le rôle de Claire, Moll pense à Mathilde Seigner. Celle-ci était très en vue depuis le succès de Vénus Beauté (1999) et avait reçu plus d'une vingtaine de scénarios dont celui de Moll. Seigner est d'abord réticente vis-à-vis du rôle mais le scénario l'intéresse énormément, ce qui la pousse à finalement accepter. Pour Éric qu'il a écrit en pensant à The Big Lebowski (1998), il recrute Michel Fau. Pour les parents, il engage Dominique Rozan qu'il a vu dans On connaît la chanson (1997) et Liliane Rovère que Gilles Marchand a vue dans Voyages (1999). Les trois petites filles sont, elles, recrutées durant une audition en Auvergne.

### Tournage
Le tournage débute fin août 1999 avec les scènes de voiture réalisées sur un tronçon d'autoroute inachevée près de Tours (Indre-et-Loire). Après une semaine de tournage, la production se déplace dans le Cantal pour le reste du film. Les comédiens sont installés à une demi-heure de trajet de la maison de La Roussière où sont tournées les principales scènes durant deux mois de mi-septembre à mi-novembre,. Quelques scènes sont aussi tournées à Vic-sur-Cère. Malgré un sujet angoissant, le tournage se déroule très sérieusement mais dans la bonne humeur. Les scènes de l'hôtel où logent quelque temps Harry et Prune sont tournées au château Mont-Royal à La Chapelle-en-Serval dans l'Oise. La dernière scène tournée est celle du singe volant, le héros de la première nouvelle de Michel. Elle est réalisée sur fond vert avec un petit singe attaché à un siège avançant vers la caméra. Il faut quarante-trois prises pour cette scène car le singe, bien que dressé, n'apprécie pas d'être sanglé et affublé d'un casque à hélice.

### Postproduction
Dès la fin du tournage, le monteur Yannick Kergoat travaille seul sur une première version du film qu'il présente à Dominik Moll. Ils modifient ensuite ensemble ce montage pour obtenir la version définitive. Le montage son est ensuite ajouté par Gérard Hardy. Son travail est notamment utile pour les scènes extérieures où il élimine les bruits d'insectes et d'oiseaux pour les placer ensuite plus judicieusement. Ce montage est notamment perceptible durant la scène où Harry détruit le portable du frère ou quand Harry se trouve mal à l'aise face aux parents de Michel.

### Bande originale
La musique originale est écrite par David Whitaker, un compositeur anglais. Il n'a alors pas signé de musiques de film depuis dix ans. Il a eu son « heure de gloire » dans les années 1970 pour des films d’horreur et de vampires produits en Angleterre par Hammer Film Productions puis avait signé des arrangements pour des chanteurs français. Pour trouver la musique de son film, Dominik Moll écoute des disques de plusieurs compositeurs. Il est particulièrement marqué par la bande originale du film L'Épée sauvage (1982) composée par Whitaker et comportant des morceaux « très péplum et d'autres avec des orchestrations magnifiques, des sonorités étranges ». Moll envoie alors son scénario au compositeur qui, séduit, écrit une sonatine pour piano avant même leur rencontre. Cette musique plaît beaucoup au réalisateur qui la place durant le générique. Elle apporte selon lui un décalage avec les cris des enfants dans la voiture qui tapent sur les nerfs de leurs parents. Plus tard Whitaker se rend sur le tournage pour s'imprégner du film. Il enregistre ensuite les musiques aux studios Abbey Road à Londres puis il rejoint Dominik Moll au moment du montage pour intégrer les maquettes au mieux dans le film,.

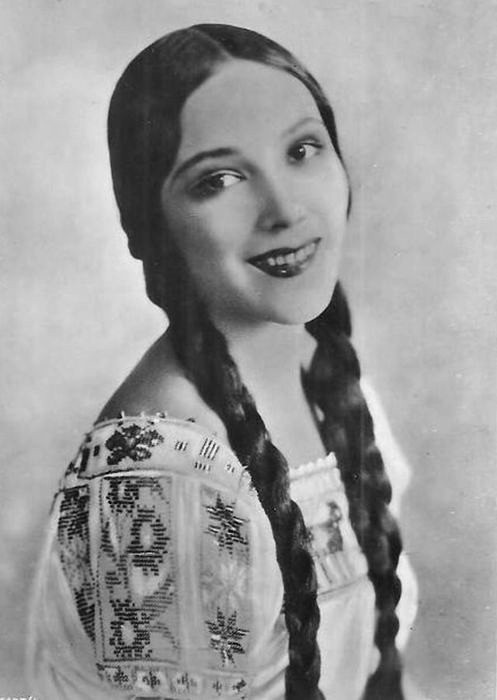
Dolores del Río dans Ramona (1928).

La chanson Ramona interprétée par Dolores del Río est, elle, un choix de Dominik Moll. Il l'a trouvé dans une compilation de chansons hollywoodiennes qu’il écoutait en écrivant le scénario. Il s'agit d'une valse nostalgique enregistrée en 1928 pour le film Ramona. Moll veut alors en faire une chanson récurrente qui peut s'identifier à Harry et qui revient dans la séquence familiale finale. Il veut en effet quelque chose en décalage complet avec les solutions radicales proposées par Harry.
La bande originale sort en CD chez BMG Entertainment le 8 août 2000.
| Liste des morceaux | Liste des morceaux                      | Liste des morceaux | Liste des morceaux | Liste des morceaux | Liste des morceaux | Liste des morceaux | Liste des morceaux | Liste des morceaux | Liste des morceaux |
| No                 | Titre                                   | Durée              |                    |                    |                    |                    |                    |                    |                    |
| ------------------ | --------------------------------------- | ------------------ | ------------------ | ------------------ | ------------------ | ------------------ | ------------------ | ------------------ | ------------------ |
| 1.                 | Ramona par Dolores del Río              | 3:30               |                    |                    |                    |                    |                    |                    |                    |
| 2.                 | L'Autoroute des vacances                | 1:37               |                    |                    |                    |                    |                    |                    |                    |
| 3.                 | La Salle de bains rose                  | 0:23               |                    |                    |                    |                    |                    |                    |                    |
| 4.                 | La Chambre d'amis                       | 1:00               |                    |                    |                    |                    |                    |                    |                    |
| 5.                 | La Nouvelle voiture                     | 0:33               |                    |                    |                    |                    |                    |                    |                    |
| 6.                 | On a plus de sensation dans l'obscurité | 0:60               |                    |                    |                    |                    |                    |                    |                    |
| 7.                 | Les Parents                             | 0:26               |                    |                    |                    |                    |                    |                    |                    |
| 8.                 | Tu les as vu ?                          | 0:47               |                    |                    |                    |                    |                    |                    |                    |
| 9.                 | Sonate pour piano nº 5                  | 4:56               |                    |                    |                    |                    |                    |                    |                    |
| 10.                | Hotel Mont Royal                        | 1:12               |                    |                    |                    |                    |                    |                    |                    |
| 11.                | La Route des crêtes 1                   | 0:58               |                    |                    |                    |                    |                    |                    |                    |
| 12.                | La Route des crêtes 2                   | 0:44               |                    |                    |                    |                    |                    |                    |                    |
| 13.                | Harry                                   | 1:24               |                    |                    |                    |                    |                    |                    |                    |
| 14.                | Le Singe volant                         | 1:31               |                    |                    |                    |                    |                    |                    |                    |
| 15.                | La Page blanche                         | 0:45               |                    |                    |                    |                    |                    |                    |                    |
| 16.                | Tu viens, bébé ?                        | 0:30               |                    |                    |                    |                    |                    |                    |                    |
| 17.                | Le Parking                              | 0:50               |                    |                    |                    |                    |                    |                    |                    |
| 18.                | Des Arbres dans la nuit                 | 1:02               |                    |                    |                    |                    |                    |                    |                    |
| 19.                | Les Œufs                                | 3:15               |                    |                    |                    |                    |                    |                    |                    |
| 20.                | L'Escalier                              | 3:47               |                    |                    |                    |                    |                    |                    |                    |
| 21.                | Le Couteau                              | 1:10               |                    |                    |                    |                    |                    |                    |                    |
| 22.                | De Jolies fleurs                        | 1:28               |                    |                    |                    |                    |                    |                    |                    |
| 23.                | Ramona pour piano et violon             | 2:44               |                    |                    |                    |                    |                    |                    |                    |
| 35:32              |                                         |                    |                    |                    |                    |                    |                    |                    |                    |

## Accueil

### Sortie
Le film est sélectionné par Pierre Viot pour faire partie du 53e Festival de Cannes. Les quatre acteurs principaux et le réalisateur montent les marches du festival pour la projection du film le 11 mai 2000. La salle est conquise par le film et ovationne l'équipe pendant une quinzaine de minutes. Le film est ensuite projeté dans plusieurs festivals internationaux, comme ceux de Toronto le 12 septembre et de Chicago en octobre mais aussi dans plusieurs festivals de films français. Il sort dans les salles françaises le 15 août 2000 mais aussi dans plus de vingt autres pays entre 2000 et 2002.
Le film est également projeté en avant-première le 5 août 2000 à Pailherols, commune où ont été réalisées les principales scènes du tournage. La maison de La Roussière a été prêtée par son propriétaire Claude Prunet à la condition que l'avant-première se déroule dans la commune. Les habitants fabriquent d'ailleurs pour l'événement un grand écran. Dominik Moll et Gilles Marchand reviennent spécialement sur les lieux pour cette séance.

### Accueil critique
Harry, un ami qui vous veut du bien est un succès critique. En France, le film reçoit des critiques élogieuses, le site Allociné proposant une note moyenne de 4,4 sur 5 à partir d'une interprétation de 21 critiques. Aux États-Unis, le site Rotten Tomatoes soumet un score de 96 % et une note moyenne de 7,5 sur 10 pour un total de 91 critiques répertoriées. Il dispose d'une synthèse plus basse mais également bonne sur le site Metacritic, avec un indice de satisfaction à 75 % basé sur 28 avis.
En France, parmi les plus élogieux, Grégory Alexandre indique dans Ciné Live que c'est le « film français le plus tendu, le plus pénétrant, le plus lumineux et le plus excitant que l'on ait vu depuis des lustres ». Il souligne également l'excellence de la mise en scène, la précision du cadrage et le sens du détail. Sébastien Socias de L'Écran fantastique confirme qu'il s'agit d'un « film angoissant, inquiétant, lourd de symboles, comme le cinéma français nous en livre hélas trop peu. ». Juliette Sales de Synopsis pense également qu'il s'agit d'« un joli coup de théâtre dans le paysage, souvent triste, du polar français ». Bertrand Loutte pour Les Inrockuptibles trouve que le film « suinte l'angoisse et fait du bien ». Jacques Mandelbaum dans Le Monde le qualifie de « réussite absolue » tandis que Jean-Marc Lalanne de Libération le trouve « jubilatoire ». Louis Guichard pour Télérama indique qu'il s'agit d'un « brillant mélange de genres et de références (Hitchcock, Lynch) » avec quatre acteurs « étincelants ».
Plus réservé, Jean-Sébastien Chauvin des Cahiers du cinéma trouve que le film ne parvient jamais à franchir le cap qui « fait les grands films névropathes, les Shining (1980), Barton Fink (1991) et autres Locataire (1976) ». Vincent Ostria de L'Humanité pense qu'il ne s'agit que d'un « exercice de style hitchcockien » et un « ersatz des romans de Patricia Highsmith ».
Aux États-Unis, Roger Ebert du Chicago Sun-Times trouve que les films comme Harry, un ami qui vous veut du bien « sont plus intrigants que les thrillers où les héros et les méchants portent des insignes ». Car, si les spectateurs savent que les personnages sont en danger, « ils ne savent pas pourquoi, ni comment, ni même qui va le provoquer ». Lisa Schwarzbaum d’Entertainment Weekly affirme que c'est un film « délicieusement effrayant ». Dave Kehr du New York Times trouve le film « étrange et drôle, intelligent, complexe et difficilement oubliable ». Bob Graham du San Francisco Chronicle indique qu'Harry « s'insinue brillamment » dans l'héritage d'Alfred Hitchcock et de Stanley Kubrick. Au Royaume-Uni, Michael Thomson de la BBC pense que le film est une « beauté discrète » proche dans la forme des meilleurs films de Claude Chabrol.

### Box-office
Le film est un succès au box-office avec 15 537 000 US$ de recettes pour un budget de 2 900 000 €. En France avec 1 966 000 entrées, le film se classe en vingtième position du box-office de l'année 2000 derrière les films de suspense Sixième sens (2e) et Les Rivières pourpres (10e) mais devant Apparences (25e). En Europe, il cumule notamment 210 000 entrées en Italie, 104 616 entrées en Espagne, 74 351 entrées en Belgique et 72 950 entrées en Suisse. À l’international le film se hisse seulement à la cent soixantième place annuelle en Amérique du Nord et à la cent trente-troisième place au niveau mondial en 2001.
| Pays       | Box-office (2000-2001) | Classement de l'année (2000-2001) |
| ---------- | ---------------------- | --------------------------------- |
| Monde      | 15 537 000 US$         | 133e                              |
| France     | 1 966 000 entrées      | 20e                               |
| États-Unis | 3 830 000 US$          | 160e                              |
| Europe     | 2 565 000 entrées      |                                   |

## Distinctions
Note : sauf mention contraire, les informations ci-dessous sont issues de la page Awards du film sur l'Internet Movie Database. Ici sont listés les principaux prix.
Lors de la 26e cérémonie des César du cinéma, il est nommé dans sept catégories et en remporte quatre dont celui du meilleur acteur pour Sergi López et du meilleur réalisateur pour Dominik Moll. López obtient également pour ce film le prix du cinéma européen du meilleur acteur de l’an 2000. Harry, un ami qui vous veut du bien est également en lice pour la Palme d'or du festival de Cannes de 2000 mais le prix est remporté par Dancer in the Dark de Lars von Trier.

### Récompenses
| Année | Cérémonie ou récompense                                                 | Prix                              | Lauréat(es)                                             |
| ----- | ----------------------------------------------------------------------- | --------------------------------- | ------------------------------------------------------- |
| 2000  | Prix du cinéma européen                                                 | Meilleur acteur                   | Sergi López                                             |
| 2000  | Prix des auditeurs du meilleur film français 2000 du Masque et la Plume | Prix des auditeurs du Masque      | Dominik Moll                                            |
| 2000  | Trophées 813                                                            | Meilleur film francophone         |                                                         |
| 2001  | César du cinéma                                                         | César du meilleur acteur          | Sergi López                                             |
| 2001  | César du cinéma                                                         | César de la meilleure réalisation | Dominik Moll                                            |
| 2001  | César du cinéma                                                         | César du meilleur son             | Gérard Hardy, Gérard Lamps et François Maurel           |
| 2001  | César du cinéma                                                         | César du meilleur montage         | Yannick Kergoat                                         |
| 2001  | Festival international du film de San Diego                             | Meilleur long métrage             | Dominik Moll                                            |
| 2001  | Prix Sant Jordi du cinéma                                               | Meilleur acteur espagnol          | Sergi López (également pour Une liaison pornographique) |

### Nominations et sélections
| Année | Cérémonie ou récompense                          | Prix                                                    | Nommé(e)s                       |
| ----- | ------------------------------------------------ | ------------------------------------------------------- | ------------------------------- |
| 2000  | Festival de Cannes                               | Sélection officielle, en compétition pour la Palme d'or | Dominik Moll                    |
| 2000  | Festival international du film de Chicago        | Sélection officielle, en compétition pour le Gold Hugo  | Dominik Moll                    |
| 2000  | Festival international du film de Bratislava     | Sélection officielle, en compétition pour le Grand Prix | Dominik Moll                    |
| 2000  | Prix du cinéma européen                          | Meilleur film                                           |                                 |
| 2000  | Prix du cinéma européen                          | Meilleur scénariste                                     | Gilles Marchand et Dominik Moll |
| 2001  | César du cinéma                                  | César de la meilleure actrice dans un second rôle       | Mathilde Seigner                |
| 2001  | César du cinéma                                  | César du meilleur film                                  |                                 |
| 2001  | César du cinéma                                  | César de la meilleure révélation féminine               | Sophie Guillemin                |
| 2001  | César du cinéma                                  | César du meilleur scénario original                     | Gilles Marchand et Dominik Moll |
| 2001  | César du cinéma                                  | César de la meilleure musique originale                 | David Whitaker                  |
| 2001  | BAFTA                                            | Meilleur film en langue étrangère                       |                                 |
| 2001  | Prix du cercle des critiques de films de Londres | Meilleur film en langue étrangère                       |                                 |
| 2002  | Société des critiques de films en ligne          | Meilleur film en langue étrangère                       |                                 |
| 2002  | Société des critiques de cinéma de Phoenix       | Meilleur film en langue étrangère                       |                                 |
| 2002  | Saturn Awards                                    | Meilleure sortie DVD                                    |                                 |

## Analyse

### Les personnages
Gilles Marchand et Dominik Moll concentrent leur récit sur quatre principaux personnages, deux hommes et deux femmes. Ils font de Michel un père de famille qui a une approche pragmatique et arrangeante de la vie. Il essaie d'éviter les conflits avec sa femme et ses parents. De son côté, Harry est écrit comme un rentier sincère et entier. Selon Moll, « à aucun moment il n'agit par cynisme ou par désir de manipulation. Il n'y a rien de pervers chez lui ». Harry a fait une fixation sur Michel et sur son talent d’écrivain. Il veut absolument faire son bonheur. Harry a une philosophie radicale. Selon lui chaque problème a une solution. Mais les solutions de Harry éliminent réellement et définitivement le problème.
Les personnages féminins sont en contraste avec les rôles masculins. Claire, la femme de Michel est, contrairement à son mari, dynamique, extravertie et a un fort tempérament. Elle se rend progressivement compte de la mauvaise influence qu'Harry exerce sur Michel,. Prune, la fiancée de Harry a tout quitté pour lui et n'ose rien lui dire. En apparence elle est le cliché de la jolie fille qui se fait entretenir. En fait, elle n’est pas idiote et ressent bien le basculement de Harry. Contrairement à ce dernier, elle est tentée par une vie de famille normale.

### Contraste entre Michel et Harry

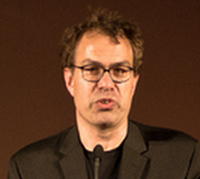
Dominik Moll en 2011.

Harry est traité comme étant une pulsion de Michel, son petit démon intérieur voire son négatif, comme dans le film Fight Club (1999),,,. La réapparition d'Harry dans la vie de Michel n'est pas anodine : elle se tient dans les toilettes d'une station service, face à un miroir. Cette rencontre renvoie à la notion de « double » de Sigmund Freud. À partir de cette rencontre et tout au long du film, Michel va se précipiter à la rencontre de ses désirs. Par l'intermédiaire d'Harry, il va se débarrasser de la présence inhibante de ses parents et de l'agressivité jalouse de son frère pour retrouver sa libido et sa force créatrice,,. Harry peut être vu également comme l'inconscient de Michel, le « ça » freudien. Il est une projection monstrueuse de Michel à la façon de Docteur Jekyll et de M. Hyde. Harry, un ami qui vous veut du bien est aussi un film sur la création artistique car Michel est confronté à ses ambitions d'adolescent qui reviennent par l'intermédiaire d'Harry. Selon Dominik Moll « tout le monde a abandonné certains de ses rêves d'enfants. » Michel finit d'ailleurs par assumer ses désirs et sa créativité. Harry, double maléfique, ne lui est plus utile et finit donc par retourner dans son subconscient matérialisé dans le film par le puits obscur de la maison.
Les œufs sont, eux, le symbole du renouveau créatif de Michel. Ils sont filmés en grand angle par le réalisateur pour révéler une similitude (au moyen du seul fondu enchaîné du film) avec le corps tout en rondeur de Prune. Harry explique d'ailleurs à Michel qu'il avale un œuf cru après chaque rapport sexuel avec Prune pour conserver sa virilité. Michel découvre ensuite qu'il ne peut plus regarder une coquille d’œuf sans en ressentir une certaine frustration. C'est d'ailleurs pour cela qu'il intitule son roman « Les Œufs »,,. Auparavant la virilité de Michel était contestée notamment par un contexte féminisé avec sa femme et ses trois filles, par les remarques castratrices de sa mère envers son père ou par les moqueries de sa femme sur son poème Le Grand poignard en peau de nuit, alors rebaptisé « Poignard en peau de bite ». Harry incarne donc le retour de sa sexualité.
L'idée de construire une salle de bains rose est aussi une façon de contraster avec le reste de la maison et de mettre en évidence son incongruité mais aussi d'en faire un lieu abstrait. Son aspect très « lynchien » avec une couleur qui ressemble à une peau écorchée en fait un espace psychique,, un coin de la tête de Michel où celui-ci se retranche pour y écrire son roman,. Cette impression de décalage est renforcée par la chanson Ramona qui dénote par sa légèreté des autres musiques plus angoissantes à l'image de la chanson Paloma dans le film Mortelle Randonnée (1983).
Les solutions qu'adopte Harry sont jugées effrayantes par Michel parce que criminelles, mais aussi jouissives parce que libératrices. En effet, même adulte on reste toujours un enfant pour ses parents et parfois cela peut entraîner des dérives. Dans la logique d'Harry et pour certaines personnes, la mort des parents peut être vécue comme un événement libérateur, et on devient enfin un adulte. Cependant, en optant pour une « fin heureuse », Dominik Moll confirme que le raisonnement d'Harry est celui d'un fou. Il est donc déraisonnable et insensé de vouloir s'affranchir de ses parents ou de la société pour retrouver une individualité originale.

### Tension et violence
Harry, un ami qui vous veut du bien est un film de tension plus que de violence. Dominik Moll trouve que cette dernière est trop banalisée et qu'elle ne veut plus rien dire. Il ne la met donc pas en scène. Il n’aime d'ailleurs pas les scènes horribles qui sont censées « faire vibrer le spectateur ». Il préfère garder une tension en suggérant et se sent pour cela plus proche du cinéma britannique. En revanche dès le début du film, il installe la tension. La scène d’ouverture, même si elle est une scène de départ en vacances, est tendue. Les parents sont en effet fatigués par leurs enfants qui, coincés dans la voiture, se révèlent infernaux.

### Références culturelles

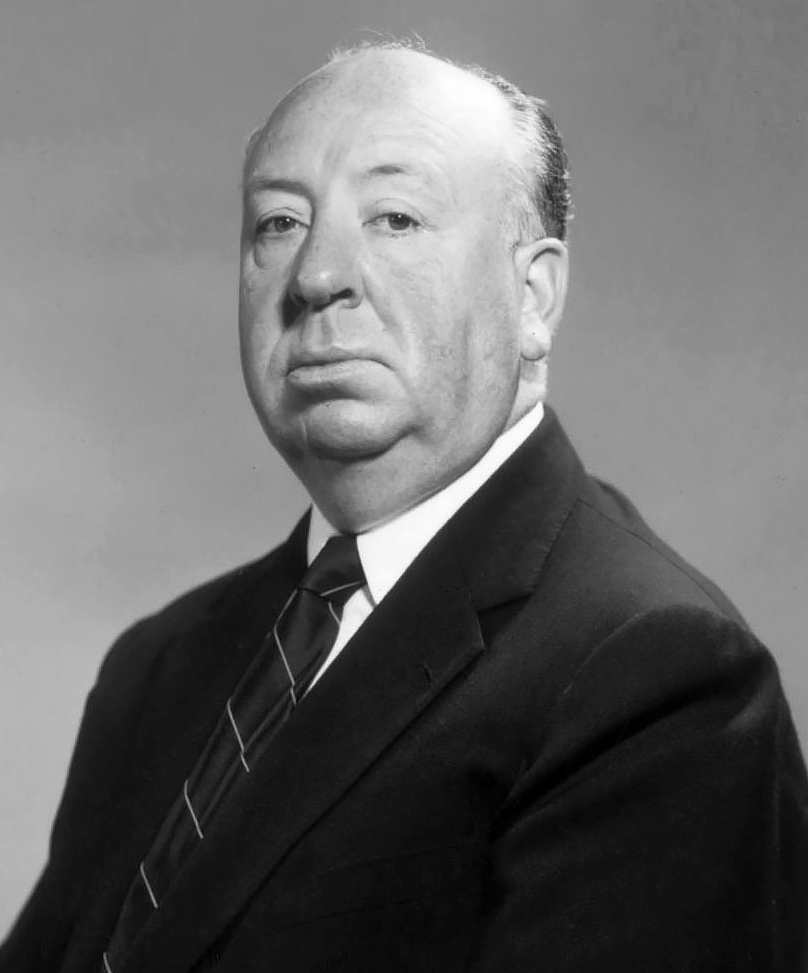
Alfred Hitchcock est le cinéaste préféré de Dominik Moll. Plusieurs critiques comparent d'ailleurs son film à ceux d'Hitchcock.